# Mirei Shigemori
Mirei Shigemori  (重森 三玲?, Shigemori Mirei), nato Kazuo Shigemori (重森 計夫?), (Kibichūō, 20 agosto 1896 – 12 marzo 1975) è stato un architetto del paesaggio, storico e saggista giapponese considerato fra le più importanti personalità del XX secolo nel campo dei giardini giapponesi.

## Biografia
Mirei Shigemori nacque nel 1896 nel villaggio di Furukawa della comanderia di Jōbō della prefettura di Okayama; attualmente sia il villaggio sia la comanderia sono stati aboliti e l'area di Furukawa rientra nella città di Kibichūō del distretto di Kaga, a nord-ovest del capoluogo Okayama. L'area è una vallata montuosa spettacolare chiamata anche Gōkei (豪渓?) per la sua somiglianza con gli omonimi dipinti sumi-e a soggetto paesaggistico montano.
Shigemori studia presso la Istituto d'arte del Giappone (日本美術専門学校?), una scuola specialistica a Ina (Saitama) considerata d'eccellenza nazionale per l'insegnamento delle arti tradizionali giapponesi; lì Shigemori apprende le tecniche di nihonga (pittura di scuola giapponese), ikebana (composizione floreale) e sadō (cerimonia del tè). Successivamente si iscrive alla facoltà di Letteratura presso l'Università Tōyō.
Nel 1917 (anno Taishō 6) si trasferisce a Tokyo per intraprendere la carriera di pittore, ma entra in crisi, sentendosi circondato da talenti molto superiori a lui arrivati da tutta la Nazione. La situazione di disagio si acutizza finché nel 1929 (Shōwa 4) Shigemori decide di trasferirsi a Kyoto, dove si integra meglio e l'anno successivo firma insieme a Sōfū Teshigahara e altri artisti il manifesto Shinkō ikebana sengen (新興いけばな宣言? "Dichiarazione dell'ikebana emergente"), poi stampato l'anno dopo, in cui decidono di rinnovare radicalmente l'arte di arrangiare i fiori.
Solo successivamente Shigemori comincia ad interessarsi ai giardini, che studia come autodidatta. Dal 1936 (Shōwa 11) Shigemori intraprende lunghi viaggi in tutto il Paese durante i quali svolge ricerche tecniche e raccoglie un'enorme quantità di dati su circa 500 giardini. Inizia una lunga opera di ricerca e studio storico dei giardini partendo da quelli cronologicamente più vecchi. Tre anni dopo, nel 1939 (Shōwa 14) Shigemori dà alle stampe la prima edizione in 26 volumi della sua grande opera Nippon teienshi zukan (日本庭園史図鑑? "Guida illustrata ai giardini giapponesi"), che successivamente amplierà nel 1976 (Shōwa 51) con suo figlio Kanto Shigemori fino a 33+2 volumi intitolati Nippon teienshi taikei (日本庭園史大系? "Grande storia dei giardini giapponesi"), che è ancora oggi l'opera di riferimento in materia.
Nel 1949 (Shōwa 24) sponsorizza il gruppo di artisti ikebana d'avanguardia Hakutōsha (白東社?), e successivamente diventerà l'editore della loro rivista Ikebana geijutsu (いけばな藝術? "L'arte dell'ikebana").

## Caratteristiche
I giardini di Mirei Shigemori sono caratterizzati da un uso particolarmente forte e scenografico delle rocce e da un trattamento molto innovativo della pavimentazione a muschio. I suoi lavori più rappresentativi, in cui è possibile cogliere in maniera più vistosa le sue innovazioni, sono i giardini per le strutture religiose di Kyoto, e in particolare il giardino della stanza dell'abate al Tōfuku-ji, il laghetto di ghiaia del Kōmyō-in, il giardino a tre lati per il monastero Zuihō-in, e il complesso sistema di acque del Matsuo Taisha.